# Lepidiota discedens
Lepidiota discedens är en skalbaggsart som beskrevs av Sharp 1876. Lepidiota discedens ingår i släktet Lepidiota och familjen Melolonthidae. Inga underarter finns listade i Catalogue of Life.